# Leo Fitz
Pour les articles homonymes, voir Fitz.
Leopold James Fitz est un personnage fictif originaire de l'univers cinématographique Marvel avant d'apparaître dans les Marvel Comics. Le personnage, créé par Joss Whedon, Jed Whedon et Maurissa Tancharoen, est apparu pour la première fois dans l'épisode pilote d'Agents of S.H.I.E.L.D. en 2013, et est interprété par Iain De Caestecker. 
Dans la série, Fitz est l'un des plus brillants scientifiques du S.H.I.E.L.D. Ses connaissances en tant qu'ingénieur et inventeur sont vastes et lui ont permis de créer de nombreux appareils et gadgets du S.H.I.E.L.D. Son histoire tourne beaucoup autour de sa relation avec son amie (et plus tard amoureuse), Jemma Simmons. Tout au long de la série, Fitz subit de nombreux traumatismes et prend conscience d'un côté très obscur de sa personnalité.

## Biographie du personnage fictif
Dans la première saison, Leo Fitz est recruté par l'agent du S.H.I.E.L.D. Phil Coulson en tant qu'ingénieur et spécialiste en technologie militaire. Il connait déjà l'agent Jemma Simmons qu'il a rencontré à l'académie du S.H.I.E.L.D., car ils sont tous les deux fraîchement diplômés de la division Science et Technologie,. Vers la fin de la saison, Fitz et Simmons s'enferment dans l'infirmerie pour échapper au traître Grant Ward, mais ce dernier les éjecte dans le fond de l'océan. Pris au piège, Fitz avoue ses sentiments à Simmons. Ils sont secourus par Nick Fury, mais en raison du manque d'oxygène, le lobe temporal de Fitz est endommagé et il se retrouve dans le coma. 
Au début de la deuxième saison, Fitz a des difficultés pour parler et utiliser ses connaissances après ce que Ward lui a fait subir. Après un certain temps il retrouve ses moyens et redevient un membre de l'équipe à part entière. Vers la fin de la saison, alors que Fitz organise un rendez-vous galant avec Simmons, une arme Kree appelée le "Monolithe", qui est confinée dans les locaux du S.H.I.E.L.D., s'évade et absorbe Simmons. 
Dans la troisième saison, Fitz acquiert un parchemin hébreux faisant référence au Monolithe qui a absorbé Simmons. Le parchemin l'identifie comme la "Mort" (hébreu : מות), ce que Fitz ne peut pas se résoudre à accepter. Ce qu'il ne sait pas, c'est que Simmons est en vie sur une planète extra-terrestre désolée. Fitz finit par comprendre que le Monolithe est un portail et avec l'aide de l'asgardien Elliot Randolph et l'agent du S.H.I.E.L.D. Daisy Johnson, il entre dans le portail. Il retrouve Simmons et la sauve, mais les pouvoirs de Daisy détruisent le Monolithe. Simmons ne raconte que plus tard les six mois qu'elle a passés, piégée sur la planète déserte. Fitz et Simmons parviennent enfin à consommer leur relation. 
Dans la quatrième saison, Fitz découvre l'existence d'un androïde appelé Aida, conçu par Holden Radcliffe, un employé du S.H.I.E.L.D. Il décide de l'aider à le perfectionner, mais se garde d'en parler à Simmons. La conscience de Fitz est envoyée dans "la Charpente", une réalité virtuelle créée par Radcliffe. Il devient "Le Docteur", le numéro deux d'Hydra, et débute une relation avec Aida qui s'appelle dorénavant Ophélia / Madame Hydra. Après avoir créé une machine pour rendre Aida humaine, il est éjecté de la Charpente et est traumatisé de tout ce qu'il y a fait. Quand Aida apprend que Fitz ne l'aime pas dans la réalité, elle prépare sa vengeance. Le S.H.I.E.L.D. réussit finalement à se débarrasser d'elle. Peu après, tous les membres de l'équipe à l'exception de Fitz sont capturés par un groupe inconnu.
Dans la cinquième saison, toute l'équipe (excepté Fitz) se retrouve dans le futur à bord d'une station spatiale. Fitz est enfermé dans une prison militaire mais s'évade six mois plus tard grâce à Lance Hunter. Enoch, un Chronicom, l'aide à s'enfuir vers un bunker secret où Fitz apprend qu'il a en réalité été mis à l'écart des membres de l'équipe afin de pouvoir les sauver. Une fois dans le vaisseau d'Enoch, Fitz est mis en stase et n’est réveillé que 74 ans plus tard une fois qu'i a atteint leur destination. Une fois que Fitz et toute l'équipe reviennent dans le présent, Fitz et Simmons se marient dans une cérémonie organisée par le S.H.I.E.L.D.. À cause de plusieurs facteurs dus au stress, Fitz est atteint d'un dédoublement de la personnalité, ce qui permet au "Docteur" de la Charpente de revenir temporairement. Durant la bataille finale contre Glenn Talbot qui a été boosté au gravitonium, Fitz se retrouve enseveli sous des décombres. Il est déterré plus tard par les agents Melinda May et Mack, où il succombe de ses blessures. Simmons se met en quête de retrouver sa version du présent, qui est toujours en stase à bord du vaisseau d'Enoch. 
Dans la sixième saison, Daisy et Simmons mènent la recherche de Fitz, mais Enoch va être obligé de le faire sortir prématurément car le vaisseau est attaqué. Ils arrivent sur la planète Kitson où Fitz et Simmons se retrouvent mais l'assassin Malachi capture Fitz. Simmons se rend à Atarah, l'ancienne supérieure D'Enoch, pour sauver Fitz. Ils doivent à présent trouver une solution pour permettre le voyage dans le temps pour les Chronicoms. Atarah va les emprisonner dans leur propre esprit pour les obliger à travailler ensemble et trouver une solution au voyage dans le temps. Ils seront finalement sauvés par Enoch qui viendra à bout d'Atarah et de ses sbires. Le trio se téléporte et se retrouve à nouveau sur Kitson. Alors que Fitz et Simmons sont sur le point se faire exécuter, ils sont sauvés par une mercenaire, Izel, qui va les aider à retourner sur terre. Ils font leurs adieux à Enoch. Pendant le voyage, Izel commence à penser que Fitz et Simmons conspirent contre elle dans son vaisseau et elle ordonne à son équipage de les éliminer. Ils seront sauvés par Mack et son équipe et retournent sur terre. Alors que le S.H.I.E.L.D. parvient à mettre fin aux plans d'Izel, Fitz et Simmons tombent dans une embuscade tenue par les chasseurs Chronicoms, mais sont encore une fois sauvés par Enoch. Il les aidera également à voyager dans le temps et à créer un Coulson en LMD pour combattre les chasseurs.

## Concept et création
Iain De Caestecker a obtenu le rôle de Leo Fitz en novembre 2012. À la suite des blessures subies par le personnage à la fin de la première saison, la série va aborder le sujet du traumatisme cérébral. Comme De Caestecker l'a expliqué, « Avant même que je sois au courant, les scénaristes avaient déjà effectué des recherches auprès de médecins. Quand je l'ai appris, j'ai fait mes propres recherches que j'ai corrélées avec les leurs. Ce n'est pas un sujet à prendre à la légère, beaucoup de personnes y sont sensibles et il faut se montrer respectueux. Même si ça ne saute pas aux yeux, nous en parlons beaucoup dans la série et nous y pensons en permanence. Il faut accepter le fait que vous ne retrouverez jamais tous vos moyens et trouver votre place dans la société. Je ne sais pas si nous trouverons un remède un jour ». Foley a essayé de faire en sorte que son costume « reflète sa personnalité sans faire trop cliché. Nous avons utilisé des petits détails pour refléter son côté traditionnel avec des motifs paisley et des coudières en cuir sur différentes vestes. »

## Personnage
De Caestecker décrit le personnage comme "quelqu'un qui a un caractère assez particulier. Il est vraiment passionné dans tout ce qu'il fait. Je ne pense pas que ce soit quelqu'un qui réagisse à chaud ; il ne comprend pas vraiment les émotions. Fitz interagit beaucoup avec Simmons dans la série, De Caestecker explique : "Mon personnage est un ingénieur, il touche à tout ce qui concerne les ordinateurs et la technologie. Il est complètement immergé dans ce monde et travaille en étroite collaboration avec Simmons, qui elle fait plutôt de la biochimie. Il y a une sorte d'alchimie un peu bizarre entre les deux personnages qui fonctionne très bien mais de manière un peu particulière." Concernant l'évolution de la relation entre Fitz et Simmons, De Caestecker dit : "Je suppose qu'entre le début et le milieu de la deuxième saison, individuellement, ils deviennent bien plus forts. Mais je pense qu'ils ont toujours autant besoin l'un de l'autre et travaillent mieux lorsqu'ils sont ensemble. Je pense qu'il y a encore beaucoup de choses en suspens qui n'ont pas été dites et qui le seront dans le futur je l'espère, car certaines sont sur le point d'exploser." Fitz va également se lier d'amitié avec Alphonso "Mack" MacKenzie quand ce dernier rejoint l'équipe dans la deuxième saison. 

## Critique
Eric Goldman, dans sa critique de l'épisode de la première saison « Otages en plein ciel » et comme il l'a déjà fait pour le premier épisode, déplore le manque de développement des personnages principaux et tout particulièrement pour les personnages de Fitz et Simmons. Il a en revanche été beaucoup plus positif dans sa critique de « Virus alien », en affirmant qu'ils recevaient enfin l'attention dont ils avaient besoin tous les deux. De Caestecker a été nommé « Acteur de la semaine » le 27 septembre 2015 par TVLine pour sa performance dans l'épisode « Les Lois de la nature », et plus particulièrement grâce à la scène finale. 

## Autres apparitions

### Bandes dessinées
Fitz a fait ses débuts dans Marvel Comics dans S.H.I.E.L.D. (Vol. 3) #1 (février 2015) de Mark Waid et Carlos Pacheco. Il rejoint l'équipe de Phil Coulson pour retrouver l'épée Uru, une arme antique qui appartenait à Heimdall. Il contacte Vision pour aider Heimdall à vaincre une roche extraterrestre qui le possédait. Fitz a ensuite donné la pierre à analyser à Jemma Simmons. 
Sa prochaine mission consistait à protéger Wiccan d'un homme qui avait des balles spéciales qui peuvent blesser les utilisateurs de magie. L'équipe se rend en Antarctique avec la Sorcière Rouge, ils trouvent les personnes qui fabriquent les balles et parviennent à les vaincre. Cependant, Dormammu prend possession de Fitz et tire sur la Sorcière Rouge. Une fois Dormammu vaincu, Fitz retrouve ses esprits. 
Fitz va jouer un rôle dans un plan élaboré par Coulson pour récupérer la Quantum Drive des agents Hydra. Par la suite, Maria Hill commence à soupçonner la présence d'un traître parmi eux et engage Elektra pour le dénicher. Elektra accuse Fitz d'être le traître et Coulson étant absent, il est forcé de fuir. Il retrouve Coulson, qui est ramené au SHIELD par Elektra, et s'échappe avec Quake. Ensemble, ils démasquent le général Strakovsky du département de la Défense, qui est en réalité le traître. Grâce à cela, Fitz, Coulson et Quake sont réintégrés au S.H.I.E.L.D.. 

### Web série
Leo Fitz apparaît dans la série numérique Agents of SHIELD: Slingshot avec Iain De Caestecker reprenant son rôle. 

### Jeux vidéo
Fitz est un personnage de DLC jouable dans Lego Marvel's Avengers. 

### Animation
Fitz, doublé par De Caestecker, est apparu dans "Lizards" le quatrième épisode de la saison de la série télévisée animée Ultimate Spider-Man,. 